# Proceedings of the Edinburgh Mathematical Society
Proceedings of the Edinburgh Mathematical Society is een internationaal, aan collegiale toetsing onderworpen wetenschappelijk tijdschrift op het gebied van de wiskunde.
De naam wordt in literatuurverwijzingen meestal afgekort tot Proc. Edinb. Math. Soc.
Het tijdschrift is opgericht in 1883.
Het wordt uitgegeven door Cambridge University Press en verschijnt 3 keer per jaar.